# Furia (2021)
Furia ist eine norwegisch-deutsche Politthriller-Fernsehserie von 2021. Sie handelt von Ermittlungen des norwegischen und deutschen Geheimdienstes, Terroranschläge durch rechtsextreme Terroristen zu verhindern.

## Handlung
Ragna, Agentin des norwegischen Geheimdienstes, hat eine als biedere identitäre Gruppe auftretende, rechtsextreme Terrorzelle infiltriert, um deren mutmaßlichen Drahtzieher und Hintermann Cato, einem gegen den Islam hetzenden Blogger, auf die Spur zu kommen. Dazu hat sie sich bei der Gruppe als rechte Bloggerin namens „Furia“ einen Namen gemacht. Als die Gruppe in Norwegen nach einem Mord in den Fokus polizeilicher Ermittlungen gerät, kreuzen sich zufällig und erstmals die Wege von Ragna und Asgeir, einem Polizisten, der dabei von Ragnas Undercover-Tätigkeit erfährt und in Notwehr Bjørn erschießt, einen der Anführer der Gruppe.
Die Terrorzelle plant, in Deutschland im Vorfeld der anstehenden Bundestagswahl einen großen Terroranschlag zu verüben und diesen wie eine Tat von Islamisten aussehen zu lassen. Damit sollen antimuslimische Ressentiments geschürt und der rechtspopulistischen Partei NAD zum Wahlsieg verholfen werden. Um sich von Ragnas Loyalität zu überzeugen, beauftragen die operativen Anführer der Gruppe, Bjørns Bruder Ole und der Deutsche Brehme, sie zunächst damit, in Oslo einen politischen Mord zu verüben, dessen Ausführung sie aber in letzter Minute abblasen, als sie von Ragnas Zuverlässigkeit überzeugt sind. Sie machen sich auf den Weg nach Berlin, um dort ihren großen Anschlag vorzubereiten.
So gut wie möglich hält Ragna den norwegischen Geheimdienst über ihre Situation auf dem Laufenden. Inger ist dort Ragnas Vorgesetzte und wendet sich zwecks Hilfe bei den Ermittlungen an ihre Bekannte Kathi Falke, Abteilungsleiterin für öffentliche Sicherheit im Bundesinnenministerium. Da Brehme in Kathis Abteilung einen Maulwurf hat, erfährt er von den Ermittlungen gegen sich und hegt den Verdacht, dass Ragna doch ein doppeltes Spiel treiben könnte. Deshalb unterzieht er sie und andere Mitglieder der Gruppe einer brutalen Vertrauensprüfung unter Anwendung von Folter. Dabei wird Jan getötet, ein deutscher Geheimagent, der in Brehmes Umfeld verdeckt ermittelt hat; Ragnas Position gegenüber Brehme wird indes vorläufig gefestigt.
Asgeir sieht sich und seine Tochter von der russischen Mafia bedroht, in der er einst verdeckt ermittelt hatte. Auch deshalb erreicht er, dass er für Inger arbeiten und Ragnas verdeckte Ermittlungen unterstützen darf. Asgeir findet heraus, dass es sich bei Brehmes Maulwurf im deutschen Innenministerium um Eva Puck handelt, eine enge Mitarbeiterin von Kathi. Auch sie wird erschossen, angeblich von Islamisten. Unterdessen koordiniert Ole in Berlin einen Anschlag, bei dem der NAD-Kanzlerkandidat, seine Frau und seine Tochter kurz vor einer Fernsehdebatte erschossen werden. Da er die Schüsse von einem arabischstämmigen Mann ausführen ließ, gibt es alsbald öffentliche Proteste gegen Muslime. Ragna konnte die Morde nicht verhindern, da Ole ihr die Details der Ausführung vorenthalten hat.
Ole enthüllt gegenüber Ragna, dass Cato gar nicht wirklich existiert, sondern nur eine von ihm erfundene Symbolfigur ist; der Kopf der gesamten Operation ist er selbst. Jetzt erst stellt sich der genaue Anschlagsplan heraus: Unter der Flagge eines frei erfundenen „Islamischen Staats Europa“ besetzt Oles Gruppe eine mit 1000 Kindern, darunter der Enkelin von Bundesinnenminister Hardenberg, bevölkerte Schule und platziert darin einen Sprengsatz mit Fernzünder. Hardenberg wird gezwungen, vor der Schule eine medial übertragene demütigende Ansprache zu halten, angeblich um die Sprengung zu verhindern, doch tatsächlich soll während dieser Übertragung die Sprengung der Schule in alle Welt übertragen werden. Kathi erfährt, dass sämtliche Indizien für einen islamistischen Hintergrund der Schulbesetzung bewusst gelegt worden sind, kann den Referenten Hardenbergs jedoch nicht davon überzeugen. Während Hardenberg schon seine Rede vor der Schule hält, kann Ragna in einem verzweifelten Zweikampf Ole überwältigen und die Fernzündung stoppen. Brehme wird kurz darauf von ihr überlistet, gefesselt und der Polizei ausgeliefert. Damit ist die Terrorzelle gesprengt, doch Ragna und Asgeir wissen, dass sie nun erneut untertauchen müssen, da Rechtsextreme sich werden rächen wollen.

## Entstehung und Veröffentlichung
Die Serie wurde durch das norwegische Studio Monster Scripted gemeinsam mit dem deutschen Studio X Filme Creative Pool produziert. Auftraggeber waren der nordische Streamingdienst Viaplay und das ZDF. Unterstützung bei der Herstellung gab es unter anderem vom Nordisk Film & TV Fond. Die Zuständigkeit für den internationalen Vertrieb liegt bei der israelischen Firma Keshet International.
Schöpfer der Serie ist Gjermund S. Eriksen. In einem Interview verwies er auf den gesellschaftlichen Hintergrund, der die Anschläge in Norwegen 2011 begünstigt habe, als Thema der Serie sowie auf die US-Fernsehserie Homeland als eine Inspirationsquelle. Gedreht wurde in Åndalsnes, Oslo, Berlin, Ferch und Wildenbruch.
Ihre Weltpremiere hatte die Serie beim Festival Series Mania 2021 in Lille. Am 26. September 2021 wurde sie bei Viaplay erstmals veröffentlicht.
In Deutschland war die Serie ab dem 7. November 2021 in Form von acht 45-minütigen Episoden in der ZDFmediathek abrufbar. Ab demselben Tag strahlte das ZDF die Serie in Form von vier 90-minütigen Fernsehfilmen sonntags und montags im Abendprogramm aus.
Die zweite Staffel wird 2023 in Norwegen auf dem Streamingdienst Viaplay erscheinen.

## Besetzung und deutsche Synchronfassung
Die deutsche Synchronfassung entstand bei Iyuno Germany mit Beate Gerlach als Dialogbuchautorin und Dialogregisseurin.
| Rollenname                 | Schauspieler            | Dt. Synchronsprecher     |
| -------------------------- | ----------------------- | ------------------------ |
| Ellen Gabrielsen ("Ragna") | Ine Marie Wilmann       | Kaya Marie Möller        |
| Kathi Falke                | Nina Kunzendorf         | Nina Kunzendorf          |
| Asgeir Eng                 | Pål Sverre Hagen        | Sascha Rotermund         |
| Ole                        | Preben Hodneland        | Karlo Hackenberger       |
| Inger Pries                | Cecilie Mosli           | Claudia Urbschat-Mingues |
| Brehme                     | Ulrich Noethen          | Ulrich Noethen           |
| Helmut Berner              | Johann von Bülow        | Johann von Bülow         |
| Eva Puck                   | Anja Schneider          |                          |
| Ruben Voss                 | Benjamin Sadler         |                          |
| Michelle Eng               | Isabella Beatrice Lunda | Annabell Tanfal          |
| Kjetil Vang                | Fridtjov Såheim         | Christian Gaul           |
| Bjørn                      | Trond Espen Seim        | Sven Brieger             |
| Peter Hardenberg           | Christian Berkel        |                          |
| Herres                     | Christian Koerner       | Christian Koerner        |
| Rainer Böhringer           | Stefan Kurt             |                          |
| Jan Kremfeld               | August Diehl            | August Diehl             |
| Thomas Tappert             | Sebastian Hülk          | Sebastian Hülk           |
| Stegemann                  | Uwe Preuss              |                          |
| Chris                      | Julius Feldmeier        | Patrick Keller           |
| Magne Siem                 | Henrik Mestad           | Stefan Krause            |

## Kritik
Das Lexikon des Internationalen Films bewertete die Serie mit vier von fünf möglichen Sternen und lobte sie als eine „packend erzählte Thrillerserie“, die auf komplexe Figuren, wendungsreiche Twists und ein überzeugendes Schauspielerensemble setze und so für zeithistorisch brisante, temporeiche Serienunterhaltung sorge.
Die Autorin Kim Maurus lobte die Serie in der FAZ als „sehenswerte[n] Fernseherzählung“ und dafür, dass sie auf „eine hastige Liebesgeschichte und belanglose Gespräche“ verzichte. Sie wirke glaubwürdig, weil sie „geschickt“ mit ihren Figuren und Schauplätzen umgehe; nach einem vielleicht etwas zu konstruiert wirkenden Beginn gelinge es dem Hauptautor Eriksen, „die aberwitzige Überwindung Ragnas, ihren Job zu machen, subtiler und besser auszudrücken.“
Harald Keller hielt Furia in der epd film für „brandaktuell, ungewöhnlich spannend“ und eine Serie von internationalem Format, welche veranschauliche, wie die öffentliche Meinung „von ideologischen Rattenfängern vergiftet“ werde und Behörden an der Nase herumgeführt würden. Sie unterscheide sich markant von anderen Serien, denn die Autoren und Regisseure beuteten die Bluttaten, von denen sie erzählen, nicht aus, sondern ließen vielmehr Schmerz, Bitterkeit und Zorn der Hinterbliebenen zur Spannung beitragen.
Christian Buß kritisierte im Spiegel, dass in der zweiten Hälfte der Serie „die untergründigen realen Bedrohungslagen durch rechte Gewalt in der Berliner Republik zu einem entfesselten Paranoia-Setting aufgeblasen“ würden, und befand, dass die „verstörende Wirkung wohl noch größer gewesen“ wäre, wenn die Serienschöpfer das Verschwörungsszenario an einigen wichtigen Stellen auf „plausible Größe“ begrenzt hätten.